# Hakea sulcata
Hakea sulcata (лат.) — кустарник, вид рода Хакея (Hakea) семейства Протейные (Proteaceae). Эндемик Западной Австралии. Колючее растение с желобчатыми, цилиндрическими листьями, душистыми цветами и мелкими плодами.

## Ботаническое описание

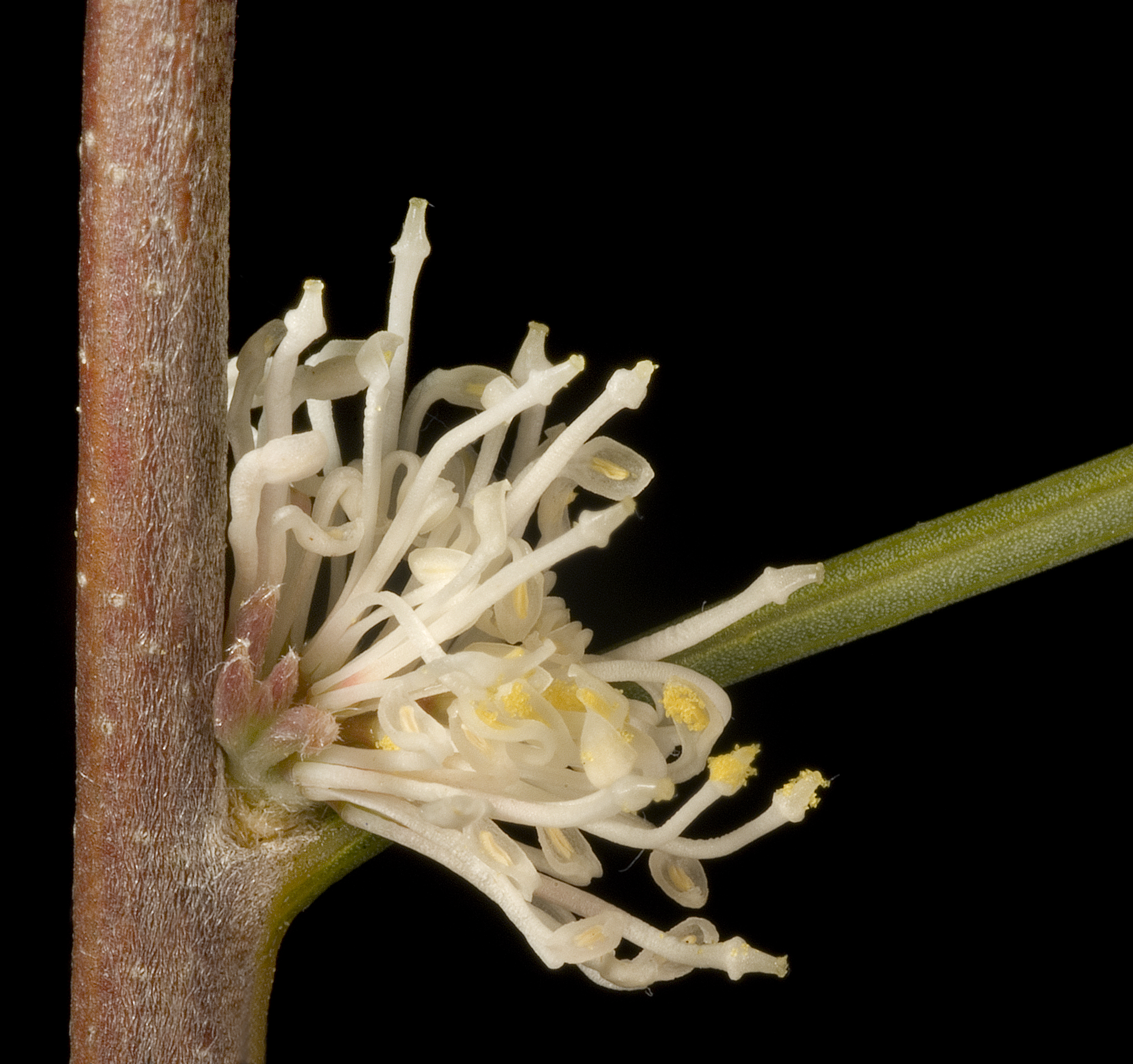
Цветки (кисть) H. sulcata

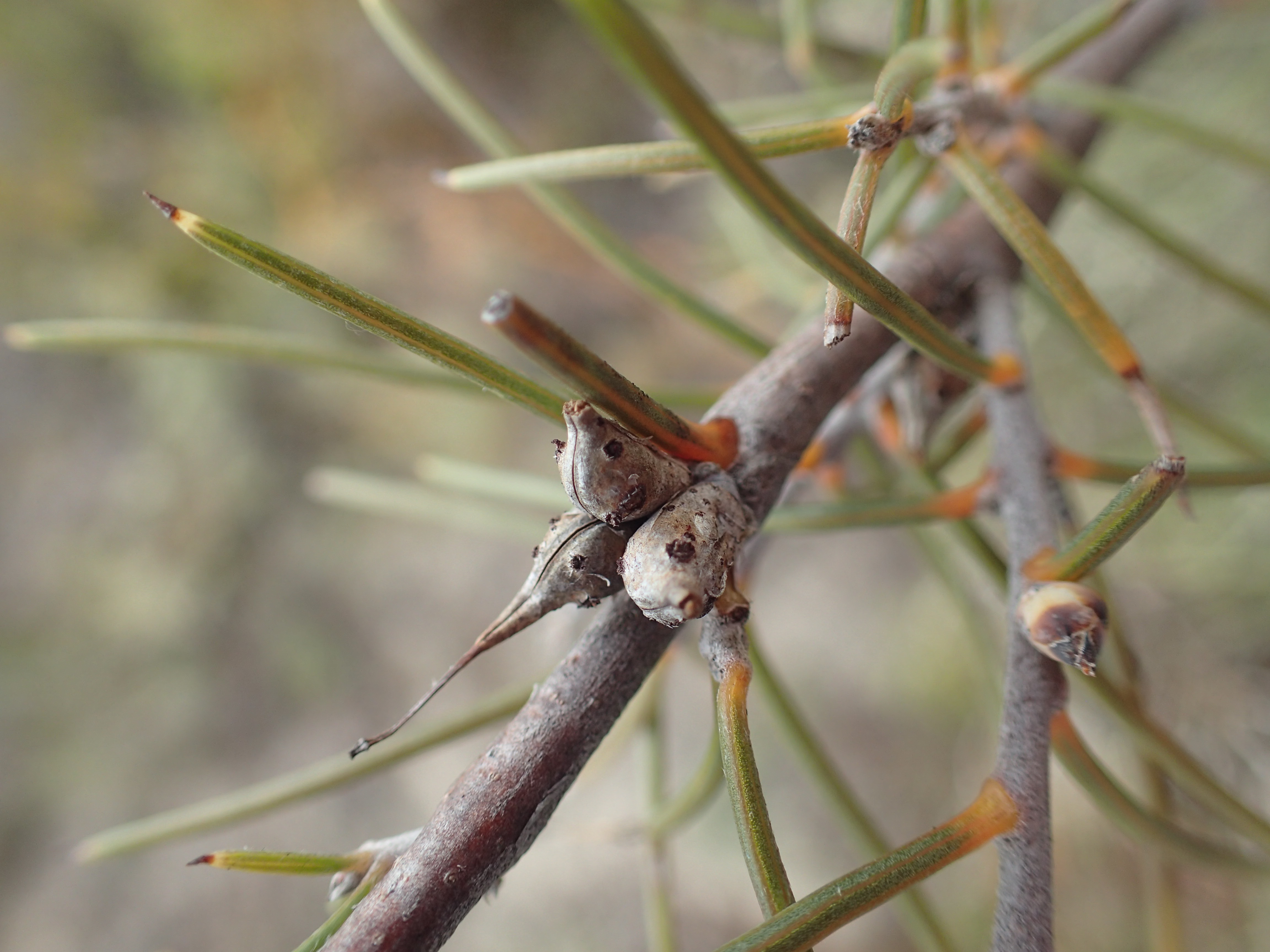
Листья и плоды

Hakea sulcata — небольшой раскидистый или вертикальный кустарник, который растёт на высоту от 0,4 до 2 м. Ветви покрыты плоскими мягкими шелковистыми волосками во время цветения. Листья игольчатые, толстые, пятиугольные в поперечном сечении, более или менее 2-12,5 см в длину и 1-2 мм в диаметре и попеременно растут на веточках. Листья имеют 6 или 7 неглубоких продольных бороздок и оканчиваются острым концом. Листья варьируют по форме: они могут быть линейными, узкообразными, плоскими или вогнутыми с выпуклыми венами. Соцветие состоит из 8-14 белых, сладко душистых цветков, представляющих собой кисть в пазухах листьев или на старой древесине. Цветоножки кремово-белые гладкие, околоцветники кремово-белые и пестики 5-9,5 мм в длину. Яйцевидные плоды являются самыми маленькими в роду Хакея (Hakea): они менее 0,6-0,8 см в длину и 0,3-0,35 см в ширину. Поверхность, как правило, гладкая или слегка бородавчатая, с возрастом становится шероховатой и заканчивается точкой.

## Таксономия
Вид Hakea sulcata был описан шотландским ботаником Робертом Брауном в 1810 году, а описание было опубликовано в Transactions of the Linnean Society. Видовой эпитет — от латинского слова sulcatus, означающего «рифлёный», ссылаясь на структуру листа.

## Распространение и местообитание
Вид является эндемичным для области на юго-западе округа Большой Южный и округа Голдфилдс-Эсперанс в Западной Австралии от Гингена на севере до Албани на юге, Аугусты на западе и Эсперанса на востоке. Растёт на песчаных или глинистых почвах над или вокруг латерита.

## Охранный статус
Вид Hakea sulcata классифицируется как «не угрожаемый» Департаментом парков и дикой природы правительства Западной Австралии.